# Sven de Kruisvaarder

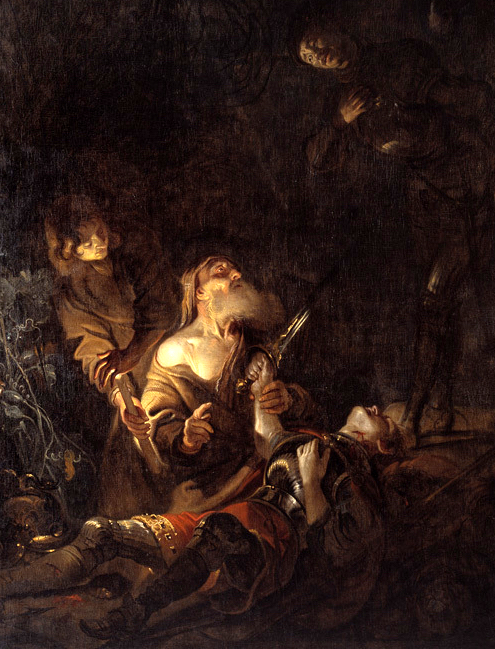
Het lichaam van Sven de Kruisvaarder wordt gevonden, geschilderd door Karel van Mander (III).

Sven de Kruisvaarder (ca. 1050 - 1097) was een zoon van koning Sven II van Denemarken en was een participant aan de Eerste Kruistocht.

## Biografie
Sven de Kruisvaarder werd geboren als één de vele zonen van koning Sven II van Denemarken. Hij trouwde Florine van Bourgondië, een dochter van graaf Odo I van Bourgondië. Hij stond aan het hoofd van een leger van 1.500 Denen dat deelnam aan de Eerste Kruistocht. Sven de Kruisvaarder wist met zijn troepen Constantinopel te bereiken en begon toen aan de tocht door Cappadocië. In de buurt van Akşehir werden ze aangevallen door de Turken uit het Sultanaat van Rûm en zowel Sven als zijn vrouw Florine kwamen bij de gevechten om.